# Stichopogon caucasicus
Stichopogon caucasicus là một loài ruồi trong họ Asilidae. Stichopogon caucasicus được Bezzi miêu tả năm 1910. Loài này phân bố ở vùng Cổ Bắc giới.